# Дружба (Камыстинский район)
Дружба (каз. Дружба) — село в Камыстинском районе Костанайской области Казахстана. Административный центр и единственный населённый пункт Дружбинской сельской администрации. Находится примерно в 97 км к юго-востоку от районного центра, села Камысты. Код КАТО — 394845100.

## Население
В 1999 году население села составляло 854 человека (431 мужчина и 423 женщины). По данным переписи 2009 года, в селе проживали 462 человека (214 мужчин и 248 женщин).